# Believe (chanson de Yellowcard)
Pour les articles homonymes, voir Believe.
Believe est la onzième piste de l'album Ocean Avenue du groupe américain Yellowcard. La chanson rend hommage aux pompiers qui ont perdu la vie en essayant de porter secours aux personnes bloquées dans les tours du World Trade Center après les attaques terroristes à New York le 11 septembre 2001. La chanson contient également des extraits de deux discours : celui du maire de New York, Michael Bloomberg, qu'il a adressé lors du premier anniversaire des attentats du 11 septembre 2001 et le célèbre Gettysburg Address d'Abraham Lincoln. Cette chanson est très appréciée des fans et est jouée à la plupart des concerts de Yellowcard.

## Discours
À environ deux minutes et quarante-quatre secondes de la chanson, on peut entendre le maire Bloomberg réciter ces mots le 11 septembre 2002 sur le site de Ground Zero :

« Aujourd'hui encore nous gardons dans nos cœurs et nos mémoires ceux qui ont péri en ce lieu il y a un an ainsi que ceux qui ont peiné dans les gravats pour mettre de l'ordre dans le chaos, et nous aider à comprendre notre désespoir. »

Dans les dernières quatorze secondes, on peut entendre le gouverneur de New York, George Pataki, qui cite le Gettysburg Address :

« Le monde n’accordera pas beaucoup d’importance ni ne se souviendra longtemps de ce que nous avons dit ici, mais ce qu'ils ont fait ici ne pourra jamais être oublié. »

## Arrière-plan
La rumeur dit que le violoniste du groupe, Sean Mackin, était dans l'une des tours jumelles le 11 septembre et donc l'un des quelques survivants qui sont sortis du bâtiment avec l'aide d'un pompier. Alors que le pompier l'aidait à descendre les escaliers, Mackin l'aurait entendu dire "Everything is gonna be alright. Everything is gonna be alright. Everything is gonna be alright. Be strong. Believe." ("Tout ira bien. Tout ira bien. Tout ira bien. Sois fort. Aie confiance."). Pour ceux qui ont entendu la chanson, ces paroles forment le refrain. Mackin a donc apparemment survécu, mais on dit que le pompier qui l'a sauvé serait retourné ensuite à l'intéreur et serait mort. Ainsi, cette chanson est également un hommage à l'homme qui a sauvé la vie du violoniste en perdant la sienne le 11 septembre.